# Atemptat de Vic de 1991
L'Atemptat de Vic de 1991 fou un atemptat terrorista d'ETA que el dia 29 de maig de 1991 va fer explotar un cotxe bomba dins (per l'entrada de la zona d'aparcament) de la caserna de la Guàrdia Civil a Vic.

## Antecedents
Després de l'elecció de Barcelona com a seu dels Jocs Olímpics del 1992, l'escamot Barcelona d'ETA format per Yon Erezuma Uriarte, Joan Carles Monteagudo va llançar una sèrie d'atacs a Catalunya per captar l'atenció de tot el món. Sis policies van morir en un atac amb bomba a la ciutat de Sabadell en 8 de desembre de 1991 i setmanes després es va localitzar a un barranc de Sentmenat un Ford Sierra abandonat amb 40 kilos de nitrosulfat amònic per la fabricació d'amosal. Juan José Zubieta Zubeldia es va incorporar a l'escamot en 18 de maig per indicació de Francisco Mujika Garmendia.

## L'atemptat
El 29 de maig de 1991 Zubieta i Monteagudo es van dirigir a Vic amb un Renault 11, i Erezuma amb un altre Renault 11, carregat amb dotze bombones de butà amb 18 kilos d'explosius cada una. Quan passaven uns minuts de les set de la tarda, Erezuma i Monteagudo van dirigir el cotxe bomba cap a la caserna de la Guàrdia Civil, aprofitant que les portes estaven obertes i van aprofitar el pendent de la rampa per deixar-lo caure fins al mig del recinte. Un cop el vehicle estava al pati, Monteagudo va fer denotar l'explosiu per control remot i van fugir els tres amb el Renault 11.
L'explosió va matar deu persones, entre elles cinc nens, i ferí a 44 persones.

## Conseqüències
La mateixa nit de l'atemptat foren detinguts a Montcada i Reixac els col·laboradors dels militants Denis Mark Ronan i Jordi Mas Trullenque, i fruit de la informació facilitada per Pilar Ferreiro Bravo, que allotjava a Monteagudo i Erezuma des d'agost de 1990 i companya sentimental de Mas, detinguda i torturada per la Guàrdia Civil, l'endemà de l'atemptat, en una batuda feta per la Guàrdia Civil en una casa al carrer d'Anselm Torneda a Lliçà d'Amunt propietat de Mas, Yon Erezuma Uriarte fou capturat, i Joan Carles Monteagudo i Juan José Zubieta Zubeldia moriren a mans de la Guàrdia Civil en un tiroteig. Hores després era detingut a Tarragona Félix Ferrer Sousa, i també fou detinguts Miren Josune Martiarena i Iñaki Iturrioz, que havien allotjat a Zubieta.
L'any 2013, concretament el dia 20 de novembre, amb la derogació de la doctrina Parot, un dels autors de l'atemptat, Juan José Zubieta Zubeldia, l'únic supervivent de l'atemptat d'ETA a la caserna de la Guàrdia Civil de Vic del 1991, surt de la presó després de 22 anys i mig.